# Barcelonas sexdagars
Barcelonas sexdagars, var ett spanskt sexdagarslopp i bancykling som avhölls 1952 (juni) och 1953 (september) i Barcelona.

## Podieplaceringar
| År   | Vinnare                           | Tvåa                      | Trea                                 |
| 1952 | Cor Bakker Henk Lakeman           | Hans Preiskeit Otto Ziege | Maurice Depauw Ernest Thyssen        |
| 1953 | Miguel Poblet Ferdinando Terruzzi | Jean Roth Walter Bucher   | Alfredo Esmatges Francesco Tarragona |